# Björnkläder

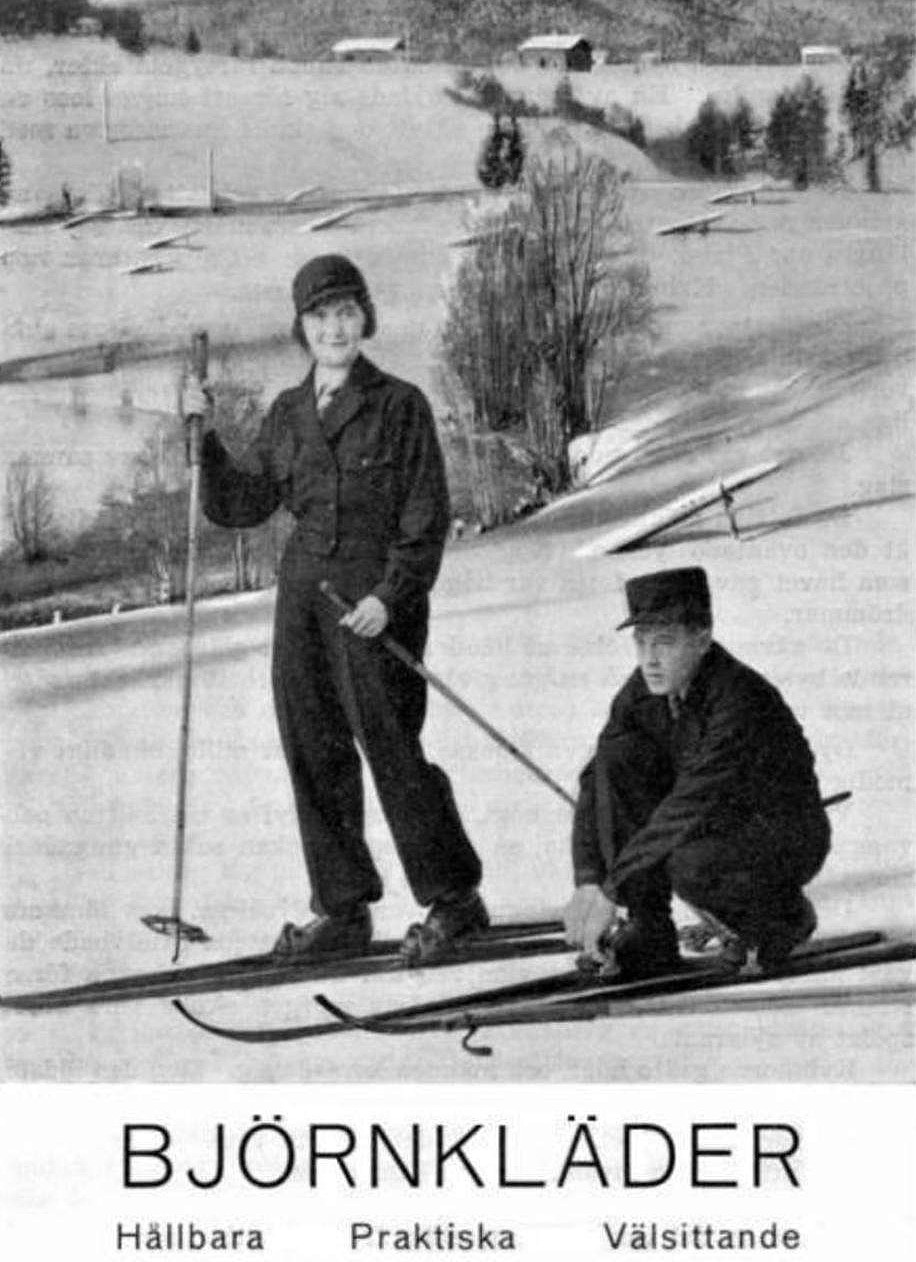
Reklam från 1940-tal.

Björnkläder är ett svenskt registrerat varumärke skapad av familjeföretaget J F Bellanders AB som tillverkade arbetskläder i Gävle. Sedan 1976 skedde tillverkningen för Grolls som från år 2010 ingick i Litorina Kapital. Det såldes 2016 till Swedol.

## Historik

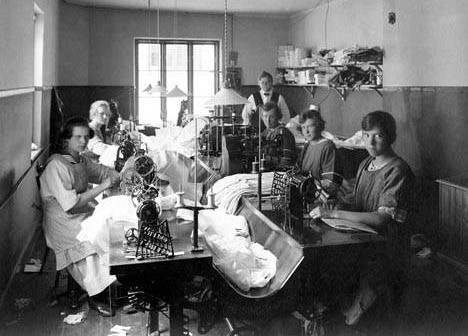
Sömmerskor på Bellander & Fränkel ca 1910.

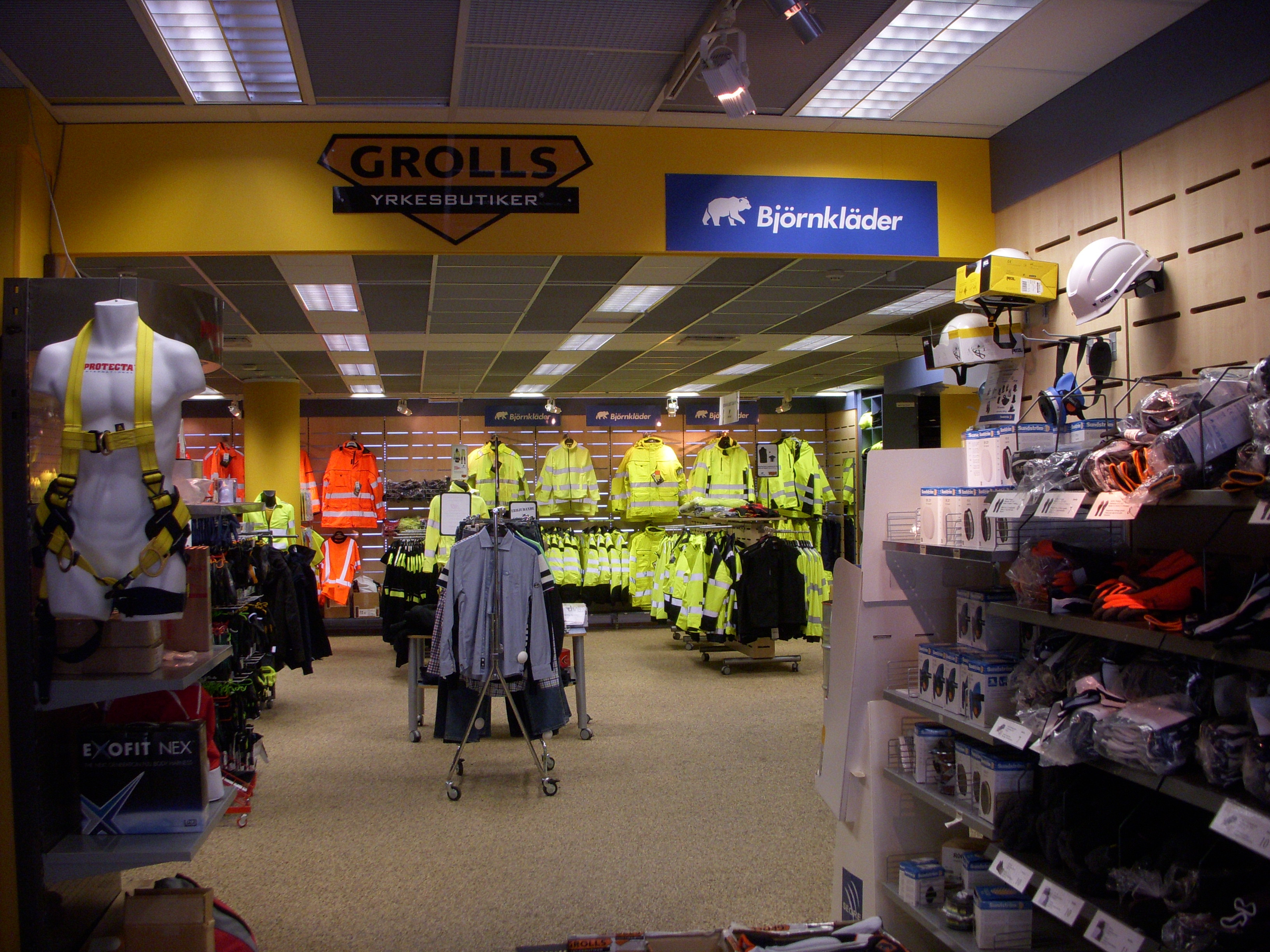
Björnkläder på Grolls, 2016.

Björnkläder grundades av Johan Filip Bellander som 1887 startade ett litet grossistföretag i konfektionsbranschen i Falun. År 1901 flyttade han till Gävle och bildade firman Bellander & Fränkel som började tillverka slitstarka byxor. Firman hade ingen fabrik utan tillverkningen skedde hos hemsömmerskor  runt om i Gävletrakten. 1917 avled Bellander, firman ombildades till aktiebolaget J F Bellanders AB. Äldste sonen Birger blev verkställande direktör medan sonen Filip blev fabrikschef. 
Efter första världskriget började man sy hängselbyxor och blåblusar i en nybyggd fabrikslokal vid Nygatan 49 i Gävle.  År 1920 beslöt ledningen att starta en egen konfektionsfabrik för att därigenom koncentrera driften. Samtidigt introducerades Björnkläders kända varumärke, en röd björn som sliter i ett blått tygstycke. Det skulle illustrera produktens hållbarhet. Bakom varumärket stod arkitekt Birger Borgström, som var gift med Johan Filip Bellanders dotter Anna Maria. Enligt samtida reklam var Bellanders byxorna "hållbara - praktiska - välsittande", och de syddes i 34 varianter och storlekar. Under bröderna Birger och Filips ledning utvecklades J F Bellanders AB till ett av Gävles största och mest kända företag.

## Slutet för J F Bellanders AB
År 1960 sysselsatte man 185 medarbetare, men vid samma tid fick den svenska konfektionsindustrin det allt svårare att konkurrera med de nya låglöneländerna i Asien. Även J F Bellanders AB drabbades av den svenska konfektionskrisen. 1973 fanns bara 26 anställda kvar och tre år senare såldes det gamla familjeföretaget till AB Borås Syfabrik, som ingick i en större koncern tillsammans med Grolls, som också tillverkade arbetskläder. 
Därmed försvann J F Bellanders AB från marknaden men varumärket och namnet Björnkläder finns fortfarande kvar inom Grolls sortiment och i Grolls moderbolag Björnkläder Intressenter AB. Detta ingick sedan år 2010 i Litorina Kapital som 2016 sålde det till Swedol.